# 香港總督
香港總督（英語：Governor of Hong Kong），通常簡稱港督，俗稱“督爺”，尊稱督憲或督憲閣下，前身為香港行政官（共有3任），是英屬香港（1841－1997）之行政首長，共歷28任，當中第26任总督尤德是唯一一位在任期間逝世的总督。總督是英國君主在香港的代表，具有香港政務之最高決策權力，同時身兼香港三軍總司令。
早期香港总督都是由英國殖民地部（後併入「外交及聯邦事務部」）的官員出任，1971年以後香港总督大多是外交官出身，麥理浩勳爵是第一位；而最後一任总督彭定康則是國會議員出身，曾任保守黨主席。
香港總督沒有固定任期，在英屬時期共28位總督中，除第1至2、3至4任以外，其餘每位正任總督的交接皆不是無縫交接，由於總督卸任後便會離開香港返回英國、到其他英國屬地休假或出任其他官職，而下一任港督又尚未抵港履新，故此在這段時期會有一至兩位署理總督暫代職務。署理總督早期由香港副總督暫代，該職位是由香港駐軍司令擔任；1870年代香港在遠東的軍事重要性減退，故此於1870年至1902年改為非常設職位，香港副總督的職位於1902年正式被裁撤。自此，署理總督多由輔政司（1976年改名為布政司，即今政務司司長）擔任。

## 歷代香港總督旗
香港總督的象徵主要為香港總督旗及香港盾徽；香港總督旗曾用過阿群帶路圖，經過一次修改，而香港總督專用座駕是以聖愛德華皇冠作為車牌，以示其代表英國君主。

香港總督旗（1910－1941，1945－1955）
香港總督旗（1955－1959）
香港總督旗（1959－1997）

## 誓詞
歷任港督於就職典禮上在首席按察司監誓下，分別宣讀效忠誓言、受任誓言及司法誓言三項誓詞。
以下誓詞以伊利沙伯二世擔任英國君主的時期爲例：
| 效忠誓言 本人XXX，謹此宣誓：本人定當依法竭誠向女皇伊利沙伯二世陛下及其世襲繼承人及其他繼承人效忠。願主佑我。 | Oath of Allegiance I, XXX, swear that I will be faithful and bear true allegiance to Her Majesty Queen Elizabeth the Second, Her Heirs and Successors, according to law. So help me God. |

| 受任誓言 本人XXX，謹此宣誓：本人獲委為香港總督，定當為女皇伊利沙伯二世陛下效力，盡忠職守，努力服務。願主佑我。 | Official Oath I, XXX, swear that I will well and truly serve Her Majesty Queen Elizabeth the Second in the office of Governor of Hong Kong. So help me God. |

| 司法誓言 本人XXX，謹此宣誓：本人在獲委香港總督的職位及可能獲委任《宣誓及聲明條例》附表3所指明的任何其他司法職位時，定當為女皇伊利沙伯二世陛下效力，盡忠職守，努力服務，並依從香港法律與習俗，以不懼不偏、無袒無憎的精神，為全體民眾主持正義。願主佑我。 | Judicial Oath I, XXX, swear that I will well and truly serve Our Sovereign Lady Queen Elizabeth the Second in the office of Governor of Hong Kong and in any other judicial office specified in the Third Schedule to the Oaths and Declarations Ordinance to which I may be appointed, and I will do right to all manner of people after the laws and usages of this Colony, without fear or favour, affection or ill will. So help me God. |

## 權力

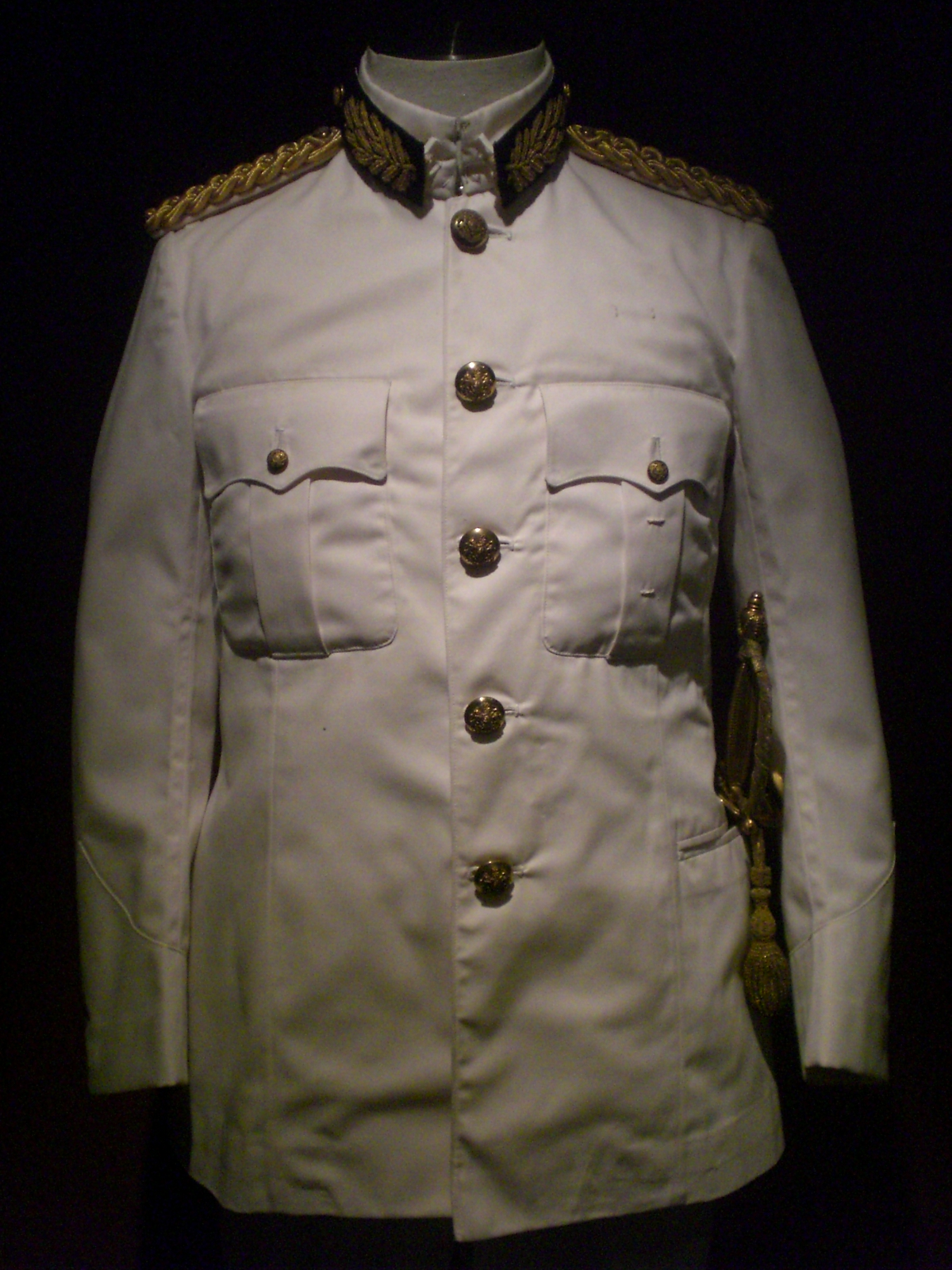
香港總督禮服，歷任港督（郝德傑及彭定康除外）均於就職典禮上穿著，香港歷史博物館藏

香港總督由英國君主委任，亦只有君主之命令才能將其罷免。1843年，《英皇制誥》頒佈，宣佈設置香港殖民地。實際上，根據英國憲制，英國君主按英國首相之建議任免香港總督:3。英國君主是香港的最高統治者，總督則是君主的全權代表，兼任香港三軍總司令（Commander-in-Chief of Hong Kong），而在1841年至1857年期間，香港總督更兼任英國駐華全權公使。總督之職位是沒有固定任期:3。總督權力極大，主持香港的行政機關行政局和立法機關立法局，並委任兩局的議員。香港最高行政權在於總督會同行政局。總督全權決定任免所有非當然官守行政局議員。在制訂政策時，總督根據行政局之建議行事。兩局在總督施政上，只會擔任顧問及輔助角色。而總督亦為立法局（至1993年止）主席。總督以主席身分主持行政局之會議。在1985年前，所有立法局議員皆由港督委任，直至1991年立法局才第一次以直選選出部份議員。立法局通過之條例草案，須經總督同意才成為法律。換言之，總督對所有議案和法案皆有否決權。在所有重大事情上，總督會先做廣諮詢，在法律事務總督須尊重律政司之決定，總督極少拒絕公務員敍用委員會之建議，還須參考司法人員敍用委員會之建議委任法官:3。
總督之職權源自《英皇制誥》，《英皇制誥》指定總督須遵守香港法律。《英皇制誥》規定總督在立法、土地批售、法官及公職人員之任命、赦免罪犯及法官之任期等權力。除了兩局議員外，總督亦有委派太平紳士的權力和對政府所有公務員（除布政司、財政司、律政司和英國駐港三軍司令）進行紀律行動（如罰款）甚至解除其公職。此外，總督亦有赦免囚犯（包括死囚）和免除罰款的權力。更甚的是，香港作為英國殖民地，所有官地屬英國君主所有，而因為總督為君主駐港代表，所以總督有權將官地授予他人及機構（如保良局等）。總督委任各級法官，全權決定任免所有公務員。
總括而言，香港總督比起其他英國屬土的總督有更大的行政管治權力。事實上，總督並不能全然獨裁行使他全部權力:3。
1992年末任港督彭定康上任，大幅改變以往的做法，包括不接受爵士封銜，在就職典禮不穿傳統白色港督官服及頭戴官帽，只穿著西裝；不再兼任立法局主席、取消委任立法局、市政局、區域市政局、區議會議員；在宣讀《施政報告》後，增設立法局答問大會、市民答問大會，親自答覆議員、市民提出的質詢，很大程度將自己「下降」為香港的行政首長。
1997年7月1日，《英皇制誥》等源自英國之憲法於當日失效，取而代之是《香港特別行政區基本法》生效，行政長官代替總督，行政長官之資格、任免、暫代和任期按基本法第44至47、52和53條之規定:3；行政長官職權以基本法為本，附以其他香港立法:3。

## 義務

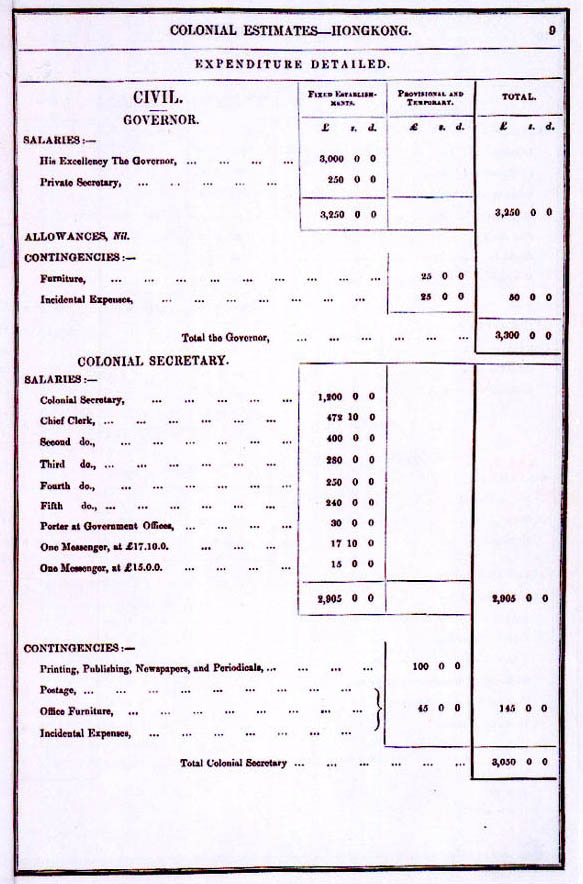
1860年香港殖民地預算（Colonial Estimates Hong Kong）中的薪金表，港督薪水為3000英鎊，輔政司（布政司舊稱）則為1200英鎊。

香港總督義務擔任社會上一些團體或組織的名譽負責人，如自梅含理起成為香港童軍總會總領袖，自盧吉起出任香港大學校監，其後延伸至香港所有大學。

## 福利及待遇
- 會獲編配官邸總督府；在粉嶺也有港督粉嶺別墅。
- 坐駕沒有車牌[[[Wikipedia:格式手册/链接#章節|錨點失效]]]，以聖愛德華皇冠代替。
- 於香港排名表排名第一。

## 中文譯名由來
英國早期的港裔移民都是來自香港圍村的移民。在《1962年英聯邦移民法令》通過前，持有英籍的香港居民都享有英國的居留權。不少圍村居民為改善生計，都移民到英國謀生。為服務這群不太會英語的香港移民，以及為香港當地的傳媒服務，由司徒拔爵士起，英國的殖民地部會為全國所有議員和官員編寫一份官方譯名表。由於香港人普遍使用粵語，官方譯名也以粵語的廣州音作標準，並且會儘可能將譯名漢化，變成漢人常用的二字、三字名稱（如羅富國、楊慕琦、彭定康等），使香港人有親切感，並期望香港華人認識並接受英國人的統治。

## 歷任總督列表
| 任期 | 肖像                         | 總督 | 就任日期                     | 卸任日期                     |
| 香港行政官（1841年－1843年） | 香港行政官（1841年－1843年） | 香港行政官（1841年－1843年） | 香港行政官（1841年－1843年） | 香港行政官（1841年－1843年） |
| --- | ---------------------------- | --- | ---------------------------- | ---------------------------- |
| 1 |                              | 查理·义律爵士（在任147天） Sir Charles ELLIOT                                                                                        | 1841年1月26日                | 1841年6月21日                |
| 署任 |                              | 莊士敦（在任1年33天） Alexander Robert JOHNSTON                                                                                      | 1841年6月22日                | 1842年2月1日                 |
| 署任 | 1842年6月13日                | 莊士敦（在任1年33天） Alexander Robert JOHNSTON                                                                                      | 1842年12月2日                |                              |
| 2 |                              | 砵甸乍爵士（在任1年317天） Sir Henry POTTINGER                                                                                       | 1841年8月12日                | 1843年6月25日                |
| 香港總督（1843年－1941年、1945年－1997年）                                                                                       |                              | |                              |                              |
| 1 |                              | 砵甸乍爵士（在任317天） Sir Henry POTTINGER                                                                                          | 1843年6月26日                | 1844年5月8日                 |
| 2 |                              | 戴維斯爵士（在任3年315天） Sir John Francis DAVIS                                                                                    | 1844年5月8日                 | 1848年3月18日                |
| 署任 |                              | 士他花利少將 William STAVELEY | 1848年3月18日                | 1848年3月21日                |
| 3 |                              | 文咸爵士（在任6年23天） Sir Samuel George BONHAM                                                                                     | 1848年3月21日                | 1854年4月13日                |
| 4 |                              | 寶寧爵士（在任5年22天） Sir John BOWRING                                                                                             | 1854年4月13日                | 1859年5月5日                 |
| 署任 |                              | 威廉·堅 William CAINE | 1859年5月5日                 | 1859年9月9日                 |
| 5 |                              | 夏喬士·羅便臣爵士（在任5年187天） Sir Hercules ROBINSON, later Lord Rosmead                                                          | 1859年9月9日                 | 1865年3月15日                |
| 署任 |                              | 孖沙 William Thomas MERCER | 1865年3月15日                | 1866年3月11日                |
| 6 |                              | 麥當奴爵士（在任6年31天） Sir Richard Graves MACDONNELL                                                                              | 1866年3月11日                | 1872年4月11日                |
| 署任 |                              | 威菲路中將 Henry Wase WHITFIELD | 1872年4月11日                | 1872年4月16日                |
| 7 |                              | 堅尼地爵士（在任4年319天） Sir Arthur Edward KENNEDY                                                                                 | 1872年4月16日                | 1877年3月1日                 |
| 署任 |                              | 柯士甸 John Gardiner AUSTIN | 1877年3月1日                 | 1877年4月22日                |
| 8 |                              | 軒尼詩爵士（在任4年319天） Sir John Pope HENNESSY                                                                                    | 1877年4月22日                | 1882年3月7日                 |
| 署任 |                              | 杜老誌 Malcolm Struan TONNOCHY | 1882年3月7日                 | 1882年3月28日                |
| 署任 |                              | 馬師爵士 Sir William Henry MARSH | 1882年3月28日                | 1883年3月30日                |
| 9 |                              | 寶雲爵士（在任2年266天） Sir George Ferguson BOWEN                                                                                   | 1883年3月30日                | 1885年12月21日               |
| 署任 |                              | 馬師爵士 Sir William Henry MARSH | 1885年12月21日               | 1887年4月25日                |
| 署任 |                              | 金馬倫爵士 Sir William Gordon CAMERON                                                                                                | 1887年4月25日                | 1887年10月6日                |
| 10 |                              | 德輔爵士（在任3年213天） Sir George William DES VOEUX                                                                                | 1887年10月6日                | 1891年5月7日                 |
| 署任 |                              | 白加爵士 Sir George Digby BARKER | 1891年5月7日                 | 1891年12月10日               |
| 11 |                              | 威廉·羅便臣爵士（在任6年53天） Sir William ROBINSON                                                                                  | 1891年12月10日               | 1898年2月1日                 |
| 署任 |                              | 布力爵士 Sir Wilsone BLACK | 1898年2月1日                 | 1898年11月25日               |
| 12 |                              | 卜力爵士（在任4年361天） Sir Henry Arthur BLAKE                                                                                      | 1898年11月25日               | 1903年11月21日               |
| 署任 |                              | 梅含理爵士 Sir Francis Henry MAY | 1903年11月21日               | 1904年7月29日                |
| 13 |                              | 彌敦爵士（在任2年265天） Sir Matthew NATHAN                                                                                          | 1904年7月29日                | 1907年4月20日                |
| 署任 |                              | 梅含理爵士 Sir Francis Henry MAY | 1907年4月20日                | 1907年7月29日                |
| 14 |                              | 盧吉爵士（在任4年231天） Sir Frederick LUGARD, later 1st Baron LUGARD                                                                | 1907年7月29日                | 1912年3月16日                |
| 署任 |                              | 施勳爵士 Sir Claud SEVERN | 1912年3月16日                | 1912年7月4日                 |
| 15 |                              | 梅含理爵士（在任6年70天） Sir Francis Henry MAY                                                                                      | 1912年7月4日                 | 1918年9月12日                |
| 署任 |                              | 施勳爵士 Sir Claud SEVERN | 1918年9月12日                | 1919年9月30日                |
| 16 |                              | 司徒拔爵士（在任6年31天） Sir Reginald Edward STUBBS                                                                                 | 1919年9月30日                | 1925年10月31日               |
| 17 |                              | 金文泰爵士（在任4年92天） Sir Cecil CLEMENTI                                                                                         | 1925年11月1日                | 1930年2月1日                 |
| 署任 |                              | 修頓爵士 Sir Wilfrid Thomas SOUTHORN                                                                                                 | 1930年2月1日                 | 1930年5月9日                 |
| 18 |                              | 貝璐爵士（在任5年8天） Sir William PEEL                                                                                              | 1930年5月9日                 | 1935年5月17日                |
| 署任 |                              | 修頓爵士 Sir Wilfrid Thomas SOUTHORN                                                                                                 | 1935年5月17日                | 1935年9月13日                |
| 署任 |                              | 史美 Norman Lockhart SMITH | 1935年9月13日                | 1935年11月1日                |
| 署任 |                              | 修頓爵士 Sir Wilfrid Thomas SOUTHORN                                                                                                 | 1935年11月1日                | 1935年12月12日               |
| 19 |                              | 郝德傑爵士（在任1年125天） Sir Andrew CALDECOTT                                                                                      | 1935年12月12日               | 1937年4月16日                |
| 署任 |                              | 史美 Norman Lockhart SMITH | 1937年4月16日                | 1937年10月28日               |
| 20 |                              | 羅富國爵士（在任3年313天） Sir Geoffry Alexander Stafford NORTHCOTE                                                                  | 1937年10月28日               | 1941年9月6日                 |
| 署任 |                              | 史美 Norman Lockhart SMITH | 1941年9月6日                 | 1941年9月10日                |
| 21 |                              | 楊慕琦爵士（前後共在任1年112天，香港淪陷前在任106天） Sir Mark Aitchison YOUNG                                                       | 1941年9月10日                | 1941年12月25日               |
| 1941年12月25日至1945年8月15日香港淪陷 （香港日佔時期由日軍軍政廳最高長官及佔領地地方長官管治，不屬英國派駐香港的英国君主代表。） |                              | |                              |                              |
| 署任 （虛權掌管） |                              | 詹遜，後為爵士 Franklin Charles Gimson, later Sir Franklin Charles Gimson                                                            | 1945年8月15日                | 1945年9月1日                 |
| 軍政府總督 |                              | 夏慤爵士 Sir Cecil Halliday Jepson Harcourt                                                                                          | 1945年9月1日                 | 1946年4月30日                |
| 21（復任） |                              | 楊慕琦爵士（前後共在任1年112天，香港重光後在任1年16天） Sir Mark Aitchison YOUNG                                                     | 1946年5月1日                 | 1947年5月17日                |
| 署任 |                              | 麥道高 David Mercer MACDOUGALL | 1947年5月17日                | 1947年7月25日                |
| 22 |                              | 葛量洪爵士（在任10年159天） Sir Alexander William George Herder GRANTHAM                                                             | 1947年7月25日                | 1957年12月31日               |
| 署任 |                              | 戴維德爵士 Sir Edgeworth Beresford DAVID                                                                                             | 1957年12月31日               | 1958年1月23日                |
| 23 |                              | 柏立基爵士（在任6年68天） Sir Robert Brown BLACK                                                                                     | 1958年1月23日                | 1964年3月31日                |
| 署任 |                              | 戴斯德 Edmund Brinsley TEESDALE | 1964年3月31日                | 1964年4月14日                |
| 24 |                              | 戴麟趾爵士（在任7年188天） Sir David Clive Crosbie TRENCH                                                                            | 1964年4月14日                | 1971年10月19日               |
| 署任 |                              | 羅樂民爵士 Sir Hugh Selby NORMAN-WALKER                                                                                              | 1971年10月19日               | 1971年11月19日               |
| 25 |                              | 麥理浩爵士（在任10年170天） Sir Murray MacLEHOSE, later Baron MacLehose of Beoch                                                     | 1971年11月19日               | 1982年5月8日                 |
| 署任 |                              | 夏鼎基爵士 Sir Philip HADDON-CAVE | 1982年5月8日                 | 1982年5月20日                |
| 26 |                              | 尤德爵士（在任4年199天） Sir Edward YOUDE                                                                                            | 1982年5月20日                | 1986年12月5日（在任逝世）    |
| 署任 |                              | 鍾逸傑爵士 Sir David AKERS-JONES | 1986年12月5日                | 1987年4月9日                 |
| 27 |                              | 衛奕信爵士（在任5年85天） Sir David WILSON, later Baron Wilson of Tillyorn                                                           | 1987年4月9日                 | 1992年7月3日                 |
| 署任 |                              | 霍德爵士 Sir David Robert Ford | 1992年7月3日                 | 1992年7月9日                 |
| 28 |                              | 彭定康（出任港督前譯為柏藤，在任4年356天），後為巴恩斯的彭定康男爵 Rt. Hon. Christopher Francis PATTEN, later Baron Patten of Barnes | 1992年7月9日                 | 1997年6月30日                |

注：配偶請詳閱香港總督及香港行政長官配偶列表

## 香港主權交接後
香港主權交接後，其職位大致由香港特別行政區行政長官取代。

## 在世前總督
截至2024年11月，共有兩位總督在世。
| 姓名       | 任期                       | 出生日期      | 備註                    |
| ---------- | -------------------------- | ------------- | ----------------------- |
| 衛奕信男爵 | 1987年4月9日—1992年7月3日  | 1935年2月14日 | 第27任總督              |
| 彭定康男爵 | 1992年7月9日—1997年6月30日 | 1944年5月12日 | - 第28任總督 - 末代總督 |

最近一位逝世的總督是署任總督锺逸杰爵士，于2019年9月30日逝世；正任總督則是第25任總督麦理浩男爵，于2000年5月27日逝世。